# 茨維考穆爾德河

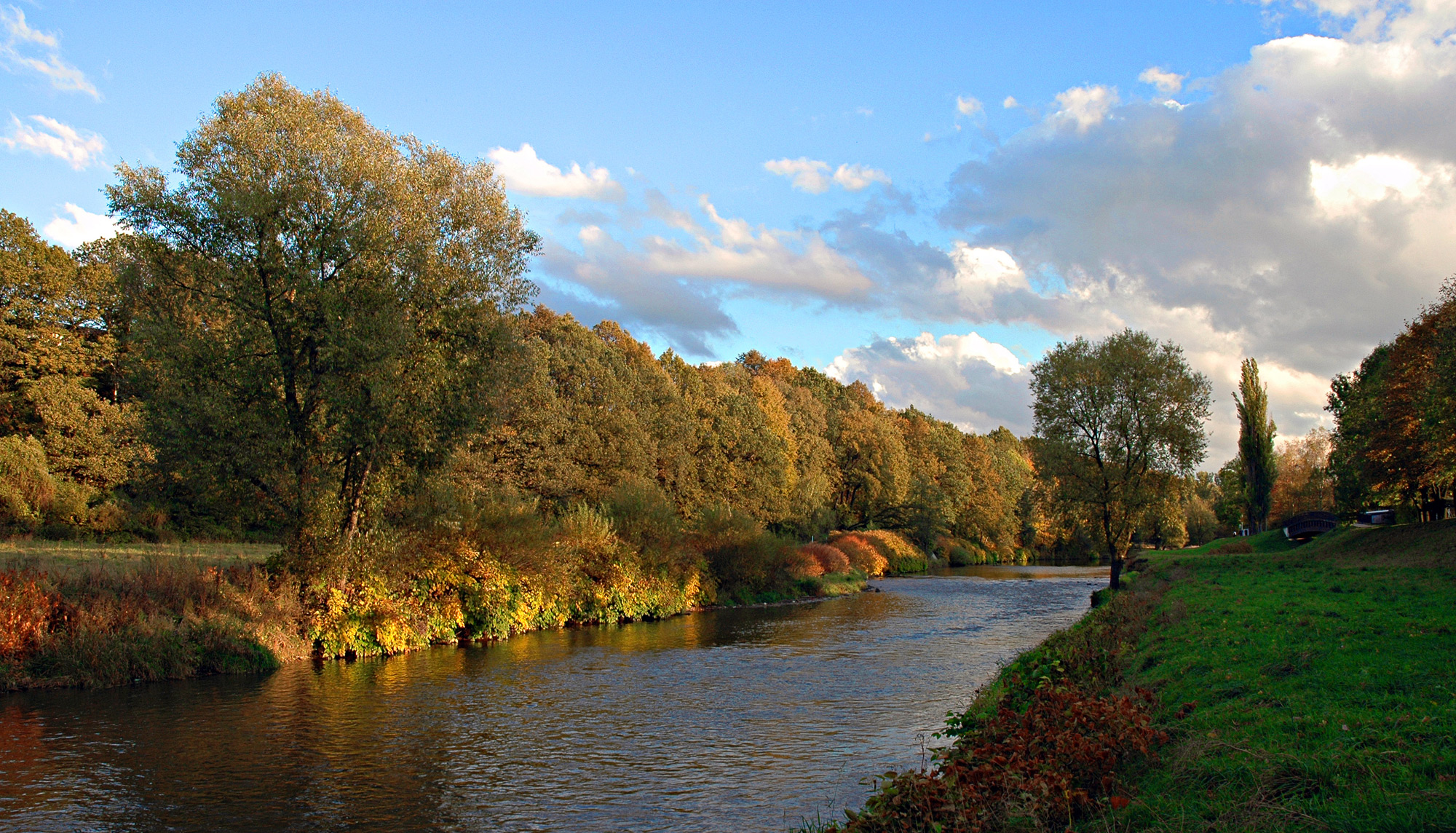

51°09′37″N 12°47′54″E / 51.16028°N 12.79833°E
茨維考穆爾德河（德語：Zwickauer Mulde，發音：[ˈtsvɪkaʊɐ ˈmʊldə]）是德國萨克森州的河流，屬於穆爾德河的左支流，河道全長166公里，發源自厄爾士山脈的福格特兰地区舍内克，流經奧厄、茨维考、格勞豪、罗赫利茨和科爾迪茨。